# Алланкастрия кавказская
Алланкастрия кавказская, или зеринтия кавказская,или таис кавказская (лат. Allancastria caucasica) — дневная бабочка из семейства Парусники (Papilionidae).

## Описание
Длина переднего крыла 23—32 мм, размах крыльев — 44—52 мм. Окраска верхней стороны крыльев светло-жёлтая с сложным рисунком, образованным из красных, чёрных, голубых пятен, чёрных полей и перевязей. У недавно вышедших из куколки бабочек фоновая окраска крыльев варьирует от почти белого до ярко-жёлтого. Бахромка крыльев пёстрая. Рисунок нижней стороны крыльев повторяет окраску верхней стороны, а на внешнем поле переднего крыла его чёрные элементы неразвиты. На задних крыльях напротив жилки М различим небольшой хвостик. Брюшко опушено светлыми волосками, по бокам с рядами треугольных пятен оранжевого цвета. Половой диморфизм проявляется в большем развитии рисунка у самок и интенсивной окраске фонового цвета крыльев.

## Распространение
Ареал охватывает южный склон Большого Кавказа от Кахи до Джубги, Месхетский хребет, Колхидскую низменность и северный склон Понтийских гор. Также ареал занимает полосу Черноморского побережья от долины реки Псоу до водораздела рек Джубга и Вулан. Региональная популяция существует ассоциировано с популяцией в Абхазии.
В Европе он встречается только в Западном Предкавказье.
В горах поднимается на высоты до 1700 м над уровнем моря.

## Подвиды
- abanti (Koçak, 1975)
- cachetica (Sheljuzhko, 1927)
- caucasica (Lederer, 1864)
- tkatshukovi (Sheljuzhko, 1927)

## Особенности поведения
Сроки лёта имаго длится с первой декады апреля по первую декаду мая. В целом время лёта в зависимости от участка ареала и погодных условия может растягиваться с марта по июнь. Лёт приурочен к солнечной погоде. В пасмурную и ветреную погоду активность данного вида резко падает, а при температуре ниже + 12 градусов и вовсе прекращается. Бабочки преимущественно активны с 10 утра до 16 часов. В начале сезона лёта первыми, появляются самцы, а массовый выход самок приходится на 7—10 дней позже. Самцы преимущественно прекращают лёт к концу апреля, а самки к началу мая в зависимости от длительности весеннего сезона.
Лёт имаго длится примерно 20—25 дней. Для самцов типичен поисковый тип полета, характерный для прочих горных представителей подсемейства Parnassiinae.Самцы парят бреющим пассивным полётом с верхней точки перевалов до подножий мест произрастания кормовых растений, летают обычно зигзагом. Вверх возвращаются, при помощи воздушных потоков ветра. Самки летают в поисках пищи и кормовых растений для откладки яиц. Миграционная
способность у самцов гораздо выше, чем у самок. Самцы чаще всего встречаются вдали от основных мест обитания. У самок миграционные способности проявляются после откладывания основного количества яиц.

## Размножение
Самки после спаривания откладывают яйца по одному, приклеивая их к нижней стороне листьев. Яйцо шаровидной формы диаметром 0,8 мм. Основной цвет яйца бледно-зеленоватый со светло-коричневым оттенком. Стадия яйца длится от 10 до 15 дней.
Кормовое растение гусениц — кирказон грузинский (Aristolochia iberica) и кирказон Штейпа (Aristolochia steupii). Гусеницы питаются открыто на растениях. Только что вышедшая из яйца гусеница имеет длину 2,5 мм. Тело её покрыто серой кутикулой с беловатым пятнистым рисунком. Бородавки белые. Щетинки чёрного цвета. С каждой стороны тела расположены пять рядов щетинистых бугорков. Гусеница 5 стадии имеет бархатисто-черную окраску с рядами ярких рыжих бородавок. За 8—10 дней она достигает длины 25—28 мм. Зимует куколка.

## Паразиты и болезни
На поверхности кутикулы гусениц могут жить эктопаразиты из группы Акароидных клещей (Acaridae).

## Охрана
В Турции считается вымирающим видом, статус популяций в других странах ареала вида неизвестен.
Категория угрозы исчезновения глобальной популяции в Красном Списке МСОП «Уязвимые» — Vulnerable, VU A1ac, B1+2ac ver. 2.3 (1994). В Красном Списке МСОП обитание вида на территории России не указано.
Вид был включен в Красную книгу СССР с категорией «III. Сокращающиеся в численности виды». На сегодняшний день вид включен в Приложение 2 к Красной книге Российской Федерации.